# Askungen och de tre nötterna
Askungen och de tre nötterna (tjeckiska: Tři oříšky pro Popelku, tyska: Drei Haselnüsse für Aschenbrödel) är en tjeckoslovakisk-östtysk familje- och sagofilm från 1973 i regi av Václav Vorlíček. Filmen är en variant på Askungen-sagan, men där huvudpersonen fått tre magiska hasselnötter som kan uppfylla tre önskningar. I Sverige premiärvisades filmen 1975 i TV1.
Filmen har även blivit en julklassiker i flera europeiska länder däribland Norge där den från och med år 1996 visats varje år i NRK. Julen 2015 visades filmen för första gången i en restaurerad version på norska biografer och i NRK1. 2021 fick filmen också en norsk nyinspelning.

## Handling
I en liten på landsbygden bor Askungen med sina elaka styvsystrar och styvmor. Kungen ska hålla bal och bjuder in Askungens styvmor och systrar men inte Askungen. Styvmodern skickar iväg sin kusk för att handla i stan. På vägen hem faller ett knippe med tre nötter i ner i kuskens vagn som ger bort nötterna till Askungen. Nötterna visar sig vara magiska och uppfyller Askungens önskningar.

## Rollista
- Libuše Šafránková – Popelka/Askungen
- Pavel Trávnícek – prinsen
- Carola Braunbock – modern
- Rolf Hoppe – kungen
- Karin Lesch – drottningen
- Dana Hlavácová – Dora
- Vítězslav Jandák – Kamil
- Vladimír Menšík – Vincek
- Míla Myslíková – husan

## Digitalisering
2014 plockades Askungen och de tre nötterna ut tillsammans med nio andra tjeckiska filmer for digitalisering . Projektet finansierades av Norge genom EES-medel. Det sattes av 800 000 euro till projektet som genomfördes av Det tjeckiska filmarkivet i samarbete med Nasjonalbiblioteket i Mo i Rana. Över två kilometer filmrullar finputsades och digitaliserades. Den restaurerade versionen av filmen visades för första gången på bio den 14 december 2015 på Filmens hus i Oslo med regissör Václav Vorlíček närvarande. Libuše Šafránková och Pavel Trávníček var också inbjudna men kunde inte närvara.